# Las Plazas, delstaten Mexiko
Las Plazas är en ort i Mexiko, tillhörande kommunen Zumpango i delstaten Mexiko. Las Plazas ligger i den centrala delen av landet och tillhör Mexico Citys storstadsområde. Orten hade 804 invånare vid folkräkningen 2010.